# Blaulach (Naturschutzgebiet)
Das Gebiet Blaulach ist ein mit der Verordnung vom 23. März 1990 durch das Regierungspräsidium Tübingen ausgewiesenes Naturschutzgebiet (NSG-Nummer 4.164) im Norden der Gemeinde Kusterdingen und im Osten der Stadt Tübingen im Landkreis Tübingen in Baden-Württemberg, Deutschland.

## Lage
Das rund 12 Hektar (ha) große Naturschutzgebiet Blaulach gehört naturräumlich zum mittleren Neckartal. Es liegt unterhalb der Härten – einer Hochfläche zwischen Neckar-, Steinlach- und Echaztal, auf der sich auch der Ort Kusterdingen befindet. Das Gebiet befindet sich auf einer Höhe von 310 m ü. NN.
Am Gebiet entlang verlaufen die Gleise der Bahnstrecke Plochingen–Immendingen.

## Schutzzweck
Wesentlicher Schutzzweck ist die Erhaltung des Neckaraltarms mit seinen seltenen und bedrohten Wasser-, Sumpf- und Uferpflanzengesellschaften und deren Tierbestände, der vorgelagerten Wiesenfläche und eines Streifens natürlichen Hangwaldes mit kleinen Hangrutschungen und Quellaustritten.

## Zusammenhängende Schutzgebiete
Im Norden grenzt das Naturschutzgebiet an das  Landschaftsschutzgebiet Mittleres Neckartal. Als schützenswert gilt hier das Neckartal mit seinen meist bewaldeten Hängen und der stellenweise noch auftretende alte Neckarschotter. Das Naturschutzgebiet ist zudem Bestandteil des FFH-Gebiets Schönbuch.